# Станиславский, Влодзимеж
Влодзимеж Станиславский (пол. Włodzimierz Stanisławski, 6 апреля 1956, Рогово, Польша) — польский хоккеист (хоккей на траве), защитник.

## Биография
Влодзимеж Станиславский родился 6 апреля 1956 года в польском селе Рогово Куявско-Поморского воеводства.
Окончил базовое профессиональное училище в Жнине по специальности маляра-строителя.
С 1967 года играл в хоккей на траве за ЛКС из Рогово с перерывом на 1978—1979 годы, когда во время армейской службы защищал цвета «Почтовца» из Познани.
В 1980 году вошёл в состав сборной Польши по хоккею на траве на летних Олимпийских играх в Москве, занявшей 4-е место. Играл на позиции защитника, провёл 5 матчей, забил 2 мяча (по одному в ворота сборных Индии и Танзании).
В 1978—1981 годах провёл за сборную Польши 18 матчей, забил 8 мячей. Качественно исполнял пенальти.
Мастер спорта Польши.
Живёт в Рогово.

## Семья
Отец — Ежи Станиславский, мать — Ирена Наровска.
Братья Влодзимежа Станиславского Веслав и Хенрик также играли за ЛКС. Веслав Станиславский провёл 4 матча за сборную Польши. Сестра Данута Станиславска (род. 1958) играла за женскую сборную Польши, в 1980 году участвовала в летних Олимпийских играх в Москве.
Жена — Божена Выпиевска. Имеют сына Славомира и дочь Жанету.